# Parque nacional de Gan Hashlosha
El Parque nacional Gan HaShlosha (en hebreo: גן השלושה; literalmente: "Parque de los tres"), también conocido por su nombre árabe Sahne (en árabe: الساخنة, literalmente: "Caliente (piscina)"), es un parque nacional en Israel. Situado cerca de Beit Shean, cuenta con agua caliente natural, donde los visitantes pueden nadar durante todo el año.
El agua de manantial surge en la parte occidental del parque y se mantiene constante durante todo el año a una temperatura de 28 °C. La corriente Amal, que cruza el parque, se ha ampliado hasta las piscinas.